# كورت ديزون
كورت ديزون هو لاعب كرة قدم فلبيني، ولد في 4 فبراير 1994 في لندن في المملكة المتحدة. شارك مع منتخب الفلبين تحت 23 سنة لكرة القدم ومنتخب الفلبين لكرة القدم. أما مع النوادي، فقد لعب مع خيمناستيك شقوبية ونادي غلوبال.

## وصلات خارجية
- كورت ديزون على موقع قاعدة بيانات كرة القدم.إي يو (الإنجليزية)
- كورت ديزون على موقع ناشيونال فوتبول تيمز (الإنجليزية)
- كورت ديزون على موقع Soccerway.com (الإنجليزية)